# GNU Parted
 (février 2013).
GNU Parted est un éditeur de partitions libre  permettant de créer, supprimer, modifier, vérifier ou simplement copier des partitions. Il est distribué sous la forme d'une bibliothèque, libparted, et d'une interface en ligne de commande, parted.

## Historique
La version 3.0 de la bibliothèque libparted ne gère plus les opérations sur le système de fichiers. GNU parted, comme GNU fdisk, est un programme qui gère des partitions. Il existe des logiciels spécifiques pour « redimensionner l'espace disque ».

## Caractéristiques techniques
- Prise en charge du standard GUID Partition Table (GPT).

### Utilisation en ligne de commande
On peut soit taper directement parted sans aucun paramètre soit procéder en deux étapes :
- # parted -l pour voir la liste des partitions ;
- # parted /dev/sda1 sda1 est un exemple, qui a été listé par la commande précédente.

## Implémentations graphiques
Il existe des interfaces graphiques pour GNU Parted :
- QtParted (en), basé sur les bibliothèques Qt ;
- GParted, qui utilise directement libparted (et non parted).